# Сокольский железнодорожный мост
Соко́льский железнодоро́жный мост — мост через реку Воронеж по линии Грязи — Елец (между станциями Чугун-2 и Чугун-1). Был построен в 1869 году рядом с Сокольском (отсюда название).
Прежде мост был деревянным, временным. Он имел два пролета по 43 метра и один — 50 метров. Весной 1869 года во время паводка один из быков моста был снесен, во многих местах размылась насыпь строящейся дороги.
Позже рядом с деревянным построили металлический мост.
Параллельно мосту в 1978 году открыли Сокольский автомобильный мост.